# بیماری‌های غیر واگیر

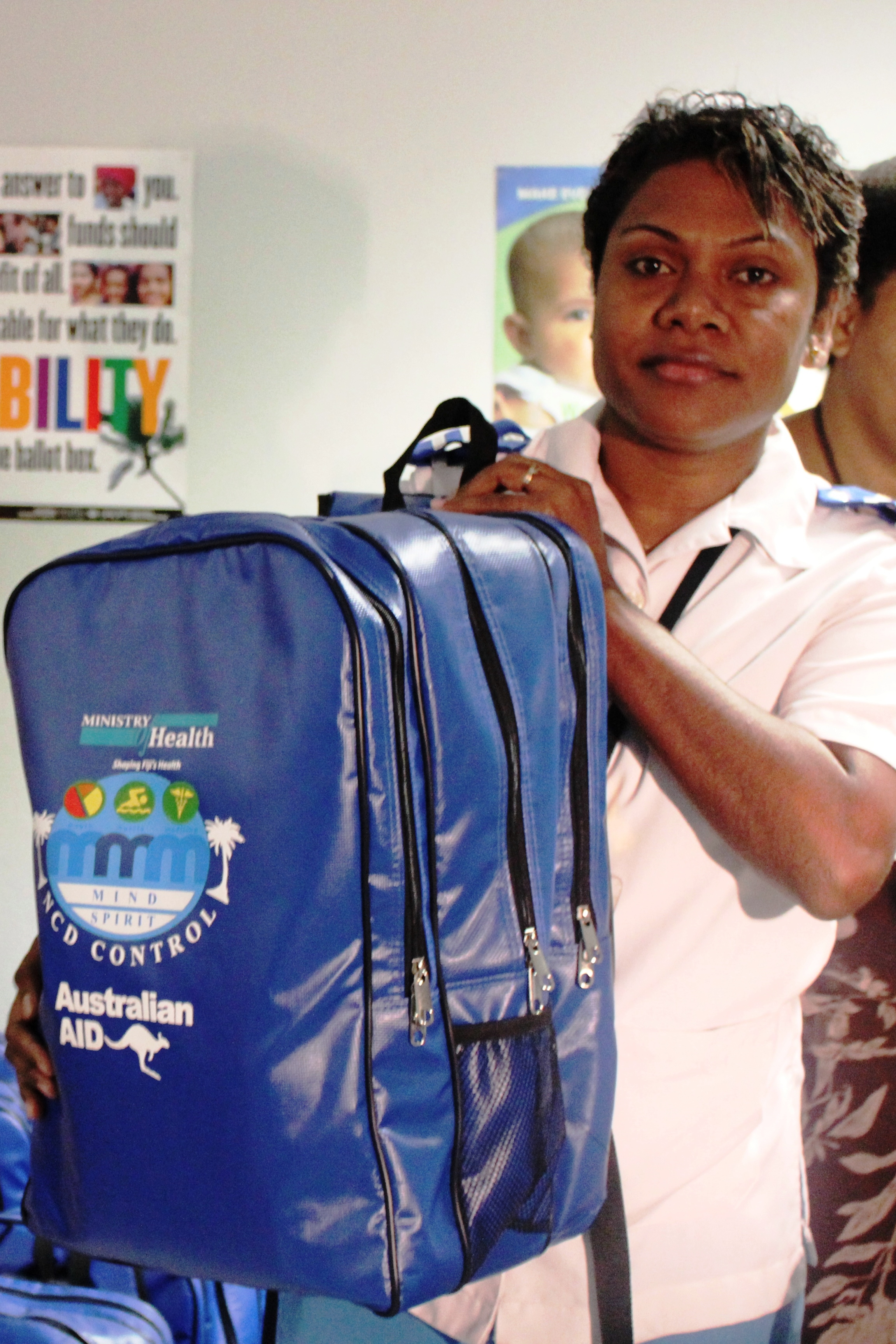
یک پرستار در حال حمل کیت بیماری‌های غیر واگیر در فیجی

بیماری‌های غیر واگیر به گونه‌ای از بیماری‌ها گفته می‌شود که به صورت مستقیم از یک فرد به فرد دیگر قابل انتقال نیست. برخی از بیماری‌های غیر واگیر شامل پارکینگسون، بیماری‌های خودایمنی، سکته، اکثر بیماری‌های قلبی، اکثر سرطان‌ها، دیابت، بیماری‌های مزمن کلیوی، آب مروارید و پوکی استخوان می‌شود. این بیماری‌ها اکثراً غیر عفونی هستند، با این حال برخی از بیماری‌های انگلی که در آن چرخه عمر انگل شامل انتقال میزبان به میزبان نیست نیز در گروه بیماری‌های غیر واگیر جا می‌گیرند.
بیماری‌های غیر واگیر عامل اصلی مرگ و میر در سراسر جهان است. در سال ۲۰۱۲، شصت و هشت درصد آمار فوت به دلیل ابتلا به این بیماری‌ها بوده‌است (۳۸ میلیون). از سال ۲۰۰۰ تا زمان ارائه این آمار بیماری‌های غیر واگیر رشدی معادل ۶۰٪ داشته‌است. نیمی از این جمعیت سنی زیر ۷۰ سال دارند. زنان نیز درصد قابل ملاحظه‌ای از مبتلایان را به خود اختصاص داده‌است. عوامل خطری چون ویژگی‌های فردی، سبک زندگی و عوامل محیطی احتمال ابتلا به بسیاری از بیماری‌های غیر واگیر را افزایش می‌دهند. هر سال حداقل ۵ میلیون نفر بر اثر استعمال دخانیات جان خود را از دست می‌دهند. تلفات ناشی از اضافه وزن و کلسترول بالا نیز چیزی ۸/۲ میلیون نفر در سراسر جهان است.

## عوامل خطر
عوامل خطری چون ویژگی‌های فردی، سبک زندگی و عوامل محیطی ریسک ابتلا به بیماری‌های غیر واگیر را افزایش می‌دهند. برخی از این عوامل خطر عبارتند از جنسیت، عوامل ژنتیکی، تماس با هوای آلوده و رفتارهایی چون استعمال دخانیات، رژیم غذایی نامناسب و عدم تحرک جسمانی که به فشار خون بالا و چاقی منجر می‌شود که در نتیجه فرد را بیش از دیگران در معرض ابتلا به بیماری‌های غیرواگیر قرار می‌دهد. بسیاری از بیماری‌های غیرواگیر قابل پیشگیری است چون می‌توان با اجتناب از عوامل خطر به آن‌ها مبتلا نشد.
سازمان جهانی بهداشت در سال ۲۰۰۲، پنج عامل خطر اصلی ابتلا به بیماری‌های غیر واگیر را از بین ده عامل خطر معرفی کرد. این پنج عامل خطر عبارت است از افزایش فشار خون، افزایش کلسترول، مصرف دخانیات و مشروبات الکلی و اضافه وزن. علاوه بر این شرایط اقتصادی و اجتماعی نیز در ردیف این عوامل خطر می‌توان برشمرد.
پیش‌بینی می‌شود چنانچه از عوامل خطر اجتناب شود، ۸۰٪ موارد بیماری‌های قلبی، انواع سکته‌ها و دیابت نوع دوم همچنین ۴۰٪ انواع سرطان قابل پیشگیری خواهد بود. انجام اقداماتی که پیشگیری از بیماری‌های غیرواگیر را دنبال می‌کند می‌تواند به‌طور قابل توجهی آمار ابتلا به بیماری‌های غیر واگیر را کاهش دهد. تمرکز بر روی رژیم غذایی مناسب و افزایش فعالیت فیزیکی تأثیر ملموسی بر پیشگیری از بیماری‌های غیرواگیر داشته‌است.

## سلامت جهانی

نقشه جهانی مرگ و میر ناشی از ابتلا به بیماری‌های غیر واگیر در سال ۲۰۱۲

بیماری‌های غیر واگیر با عنوان بیماری‌های سبک زندگی شناخته می‌شوند چرا که بسیاری از آن‌ها بیماری‌هایی قابل پیشگیری هستند. علت عمده ابتلا به بیماری‌های غیر واگیر شامل استعمال دخانیات، مصرف مشروبات الکلی، تغذیه نامناسب (استفاده بیش از اندازه شکر، نمک، چربی اشباع شده و اسیدهای چرب ترانس) و عدم تحرک جسمانی می‌شود. در حال حاضر بیماری‌های غیر واگیر جان ۳۶ میلیون نفر در سال را می‌گیرد. پیش‌بینی‌ها حاکی از آن است که این آمار تا دهه آینده ۱۷ تا ۲۴ درصد افزایش خواهد داشت.
به شکل تاریخی، بسیاری از بیماری‌های غیر واگیر با رشد اقتصادی در ذهن تداعی می‌شد. طوری که این بیماری را بیماری ثروتمندان می‌نامیدند. با این حال در سال‌های اخیر آمار مربوط به بیماری‌های غیر واگیر در کشورهای در حال توسعه رو به افزایش رفته‌است. طوری که پیش‌بینی می‌شود ۸۰٪ از چهار گروه اصلی بیماری‌های غیر واگیر – بیماری‌های مزمن تنفسی، بیماری‌های قلب و عروق، دیابت و سرطان- در کشورهای با سطح درآمد متوسط یا پایین رخ خواهد داد. آمارهای مربوط به برنامه عمل به راهکارهای جهانی در راستای پیشگیری و کنترل بیماری‌های غیر واگیر همچنین دو سوم مبتلایان به دیابت که در کشورهای در حال توسعه زندگی می‌کنند، به وضوح نشان می‌دهند که بیماری‌های غیر واگیر دیگر بیماری ثروتمندان نیست که تنها افرادی خاص در کشورهای محدود را به خود مبتلا می‌کند. گزارشی که اخیراً سازمان جهانی بهداشت منتشر کرده‌است حکایت از آن دارد که ابتلا به بیماری‌های غیر واگیر در بالاترین میزان خود قرار دارد. کشورهای در حال توسعه بیشتر از این موج آسیب دیده‌اند.
چنانچه رشد جمعیت با همین سرعت ادامه پیدا کند، تا سال ۲۰۲۰ بیماری‌های غیر واگیر از هر ۱۰ مرگ عامل ۷ مرگ خواهند بود و در سال ۲۰۳۰ هر سال ۵۲ میلیون نفر بر اثر ابتلا به این بیماری‌ها جان خود را از دست می‌دهند. این آمار نگران کننده، سازمان‌های بین‌المللی از جمله سازمان جهانی بهداشت، شبکه توسعه انسانی بانک جهانی را واداشته است تا موضوع پیشگیری و کنترل بیماری‌های غیر واگیر را به عنوان بحثی با اهمیت فزاینده در دستور کار خود قرار دهند.
از این رو، سیاستگذاران و جوامع گوناگون باید با هم متحد شده و پیشگیری و درمان هدفمند این بیماری‌ها را در اولویت قرار دهند. اقدامات پایدار می‌تواند جهت کند کردن (در نهایت معکوس کردن) روند رشد این تهدید جهانی به کار گرفته شود. اقدامات احتمالی که اخیراً از سوی سازمان بهداشت جهانی و سازمان غذا و کشاورزی به بحث گذاشته شده‌است مواردی چون کاهش میزان نمک در غذای مصرفی، محدود نمودن خرید مواد غذایی و نوشیدنی‌های ناسالم به ویژه برای کودکان، اعمال نظارت بر استفاده زیان‌بار مشروبات الکلی، افزایش مالیات بر دخانیات و اتخاذ تدابیر قانونی لازم به منظور منع استعمال دخانیات در اماکن عمومی را در بر می‌گیرد.

### سازمان ملل متحد
سازمان جهانی بهداشت نماینده تخصصی سازمان ملل متحد است که مأموریت دارد تا مسائل مربوط به سلامت عمومی را در سطح مقامات کشورهای مختلف پیگیری و هماهنگ کند. یکی از مسائلی که از سوی این نهاد مسئول پیگیری می‌شود موضوع بیماری‌های غیر واگیر است. در ماه مه ۲۰۰۸، ۱۹۳ کشور عضو سازمان جهانی بهداشت برنامه شش ساله جهت پرداختن به بیماری‌های غیرواگیر را به تصویب رساندند. آن‌ها به ویژه بر موضوع افزایش بار بیماری‌ها در کشورهای با سطح درآمد متوسط و پایین را مد نظر قرار دادند. این برنامه خواهان افزایش اولویت بیماری‌های غیرواگیر در اقدامات مربوط به توسعه جهانی است.
در جریان شصت و چهارمین نشست مجمع عمومی سازمان ملل متحد در سال ۲۰۱۰، یک قطعنامه به فراخوان یک جلسه عالی با موضوع پیشگیری و درمان بیماری‌های غیر واگیر در مجمع عمومی به تصویب رسید. این قطع‌نامه اعضای سازمان ملل متحد را به مطرح نمودن موضوع بیماری‌های غیر واگیر در نشست اهداف توسعه هزاره دعوت می‌نمود.

### شبکه‌های جهانی بیماری‌های غیر واگیر
به منظور انجام بهتر هماهنگی‌های لازم در سطح جهانی، در سال ۲۰۰۹ سازمان جهانی بهداشت خبر از اعلام موجودیت شبکه جهانی بیماری‌های غیر واگیر (NCDnet) داد. شبکه جهانی بیماری‌های غیر واگیر شامل سازمان‌های سلامت و متخصصین پیشرو و از سراسر جهان است. این افراد و سازمان‌ها به منظور مقابله با بیماری‌هایی از جمله سرطان، بیماری‌های قلب و عروق و دیابت با یکدیگر هم پیمان شده‌اند. علی الوان معاون مدیر کل بخش بیماری‌های غیر واگیر و سلامت روان سازمان بهداشت جهانی می‌گوید: یکپارچه سازی پیشگیری از بیماری‌های غیر واگیر و سوانح در برنامه‌های جهانی و ملی نه تنها قابل دست‌یابی است بلکه باید به عنوان یک اولویت برای کشورهای در حال توسعه قرار گیرد.

### ائتلاف بیماری‌های غیر واگیر
ائتلاف بیماری‌های غیر واگیر یک مشارکت جهانی است که در سال ۲۰۰۹ از نمایندگی چهار فدراسیون بیماری‌های قلب و عروق، دیابت، سرطان و بیماری‌های تنفسی تشکیل شد. ائتلاف جهانی بیماری‌های غیر واگیر به‌طور تقریبی بیش از ۹۰۰ نفر از ملیت‌های مختلف را جهت مبارزه با بیماری‌های غیر واگیر گرد هم جمع کرده‌است. اهداف بلندمدت ائتلاف بیماری‌های غیر واگیر عبارت است از:
- تدوین برنامه ملی بیماری‌های غیر واگیر برای همه کشورها
- رسیدن به جهان بدون دخانیات
- ارتقاء سبک زندگی
- تقویت نظام سلامت
- دسترسی جهانی به خدمات پزشکی و دارویی به روز و با هزینه مقرون به صرفه
- در نظر گرفتن حقوق بشر برای افراد مبتلا به بیماری‌های غیر واگیر

### کارگروه بین‌المللی سازمان ملل متحد در زمینه پیشگیری و کنترل بیماری‌های غیر واگیر
کارگروه بین‌المللی سازمان ملل متحد در زمینه پیشگیری و کنترل بیماری‌های غیر واگیر از سوی دبیرکل سازمان ملل متحد در سال ۲۰۱۳ جهت افزایش فعالیت در کل نهادهای وابسته به سازمان ملل به منظور حمایت از دولت‌ها، به ویژه کشورهای با سطح درآمد متوسط و پایین به منظور برخورد با بیماری‌های غیر واگیر تشکیل شد.

### شبکه متخصصین جوان بیماری‌های مزمن
شبکه متخصصین جوان بیماری‌های مزمن (YP-CDN) مجموعه ای ۵۰۰۰ نفره از متخصصین جوان از ۱۵۷ کشور جهان است. این مجموعه با هدف اقدام در جهت مقابله با بی عدالتی‌هایی که به گسترش بیماری‌های غیر واگیر می‌انجامد به وجود آمده‌است.